# Itziar Aizpurua
Itziar Aizpurua Egaña (Deva, 2 de abril de 1943) es una política española de ideología independentista vasca. Dirigente de Herri Batasuna (HB) entre 1978 y 1998, parlamentaria vasca de 1982 a 1986 y de 1994 a 1998, y diputada entre 1986 y 1993. Fue militante de la organización terrorista Euskadi Ta Askatasuna (ETA) durante la dictadura del general Franco y una de las enjuiciadas en el Proceso de Burgos.
Estaba casada con el también dirigente de HB, Jokin Gorostidi, fallecido en 2006.

## Biografía
Natural de la localidad guipuzcoana de Deva, donde nació en 1943, realizó estudios de música y fue profesora de piano. Se integró como militante de ETA a finales de la década de 1960 durante la dictadura franquista. Junto con su novio Jokin Gorostidi fue detenida por la policía y ambos fueron enjuiciados en el Proceso de Burgos. Él fue condenado a muerte (luego conmutada por cadena perpetua) y ella fue condenada a 15 años de cárcel por el delito de rebelión. Tras pasar ocho años en la cárcel, fue liberada en 1977 por la Amnistía General que se produjo tras la muerte de Franco.
Militó en Herri Batasuna desde la fundación de la coalición en 1978, ocupando cargos en la dirección de la organización (Mesa Nacional) durante 20 años. Fue elegida miembro del Parlamento Vasco entre 1982 y 1986. Fue Diputada del Congreso entre 1986 y 1993, durante dos legislaturas, aunque no participó prácticamente en las sesiones del Congreso por la política de boicot de su organización política. Estaba presente en el lugar del atentado que costó la vida a su compañero de partido Josu Muguruza el 20 de noviembre de 1989. Entre 1994 y 1998 fue de nuevo elegida miembro del Parlamento Vasco.
En la campaña de las elecciones Generales de 1996, Herri Batasuna difundió un video del grupo terrorista ETA en las cuñas publicitarias gratuitas que tenía durante la campaña. Por este hecho, la Audiencia Nacional abrió una causa por el delito de colaboración con banda armada contra todos los miembros de la Mesa Nacional de HB, entre ellos la propia Itziar Aizpurua. El Tribunal Supremo la juzgó y condenó por ese delito, pero tras permanecer 20 meses en la cárcel, el 20 de julio de 1999 el Tribunal Constitucional anuló la sentencia del Supremo y todos los miembros de la Mesa Nacional, entre ellos Aizpurua, fueron liberados.
Tras su salida de la cárcel al año siguiente se retiró de la primera línea de la política, excepto en casos puntuales como cuando falleció su marido Jokin Gorostidi en 2006. También participó en la lista electoral presentada por la izquierda abertzale bajo las siglas de D3M, ilegalizada por el Audiencia Nacional en 2009.